# Association pour une solidarité syndicale étudiante
Pour les articles homonymes, voir ASSÉ.
L’Association pour une solidarité syndicale étudiante (ASSÉ) est un ancien syndicat étudiant québécois fondé en février 2001 à Sherbrooke. Elle regroupait environ 56 000 étudiants, soit 36 000 au niveau collégial et 20 000 au niveau universitaire, répartis dans 34 associations étudiantes membres à travers le Québec. Par ses valeurs de démocratie directe et ses revendications davantage à gauche, l'ASSÉ se positionnait différemment d'autres associations étudiantes nationales telles la FEUQ, la FECQ ou la défunte TaCEQ.
L'ASSÉ fut à l'origine de la Coalition large de l’ASSÉ (CLASSE), une coalition temporaire créée pour contrer la hausse des frais de scolarité et coordonner la grève étudiante québécoise de 2012. Plus tôt dans son histoire, lors de la grève étudiante québécoise de 2005, elle fut aussi à l'origine de la Coalition de l'Association pour une solidarité syndicale étudiante élargie (CASSÉE).[réf. nécessaire]
Cette organisation sera finalement dissoute le 31 mai 2019, une décision adoptée en congrès le 28 avril 2019. Un comité de transition est également formé à cette date.[réf. nécessaire]

## Historique

### Grève étudiante de 2012
L'ASSÉ est l'organisation ayant servi de tremplin à la grève étudiante québécoise de 2012. Dès l'été 2011, l'ASSÉ a menacé le gouvernement québécois de déclencher une grève générale.

### Grève étudiante de 2015
Le 5 avril 2015, à l'issue de son congrès, les associations-membres de l'ASSÉ décident de destituer tous les membres de l'exécutif national, à la suite de la diffusion d'un texte de réflexion recommandant de suspendre la grève pour la reprendre à l'automne.

#### Autres associations étudiantes nationales au Québec
- Table de concertation étudiante du Québec
- Fédération étudiante collégiale du Québec
- Fédération étudiante universitaire du Québec
- Union étudiante du Québec